# 奈良市立あやめ池小学校
奈良市立あやめ池小学校（ならしりつ あやめいけしょうがっこう）は、奈良県奈良市あやめ池九丁目にある公立小学校。
本館、新館からなる。校舎の一部が六角形の蜂の巣校舎（円形校舎のような意匠）であったが、現在は取り壊されている。

## 沿革
- 1965年（昭和40年）4月1日 - 奈良市立伏見小学校・奈良市立富雄北小学校の一部校区を統合し、開校。初年度の生徒数は、伏見地区166名・富雄北地区103名。
- 1966年4月1日 - 奈良市立平城小学校の一部校区を統合し、敷島町を校区とする。
- 1975年4月1日 - 奈良市立西大寺北小学校に校区を分離し、敷島町・あやめ池北3丁目の一部を校区外とする。
- 1979年4月1日 - 奈良市立平城西小学校に校区を分離し、朝日町の一部を校区外とする。
- 1980年4月1日 - 奈良市立三碓小学校に校区を分離し、学園大和町1～3丁目を校区外とする。
- 1996年（平成8年）12月24日 - 伏見小学校の一部校区を統合し、疋田町（丁目なし）のうちあやめ池南七丁目第5自治会区域を校区とする。
- 2016年1月 - 耐震工事を開始する。

## アクセス
- 近鉄奈良線菖蒲池駅より徒歩10分。
- 奈良交通蛙股池バス停より徒歩5分。

## 出身者
- 世耕弘成 - 衆議院議員、元参議院議員、学校法人近畿大学理事長
- 高市早苗 - 衆議院議員、元総務大臣（後に橿原市立畝傍南小学校へ転校）

## 通学区域が隣接している学校
- 奈良市立鶴舞小学校
- 奈良市立平城西小学校
- 奈良市立西大寺北小学校
- 奈良市立伏見小学校
- 奈良市立三碓小学校
- 奈良市立青和小学校